# Lluís Espinalt i Padró
Lluís Espinalt i Padró (Manresa, 1871 - Manresa, 1895) fou un periodista i polític manresà. Fundador i primer secretari de la Lliga Regional, a Manresa. La seva obra és recollida en un volum pòstum: Escrits de Lluís Espinalt i Padró. Va dirigir el Setmanari Català des del maig de 1890 fins a la seva sobtada mort el juliol de 1895.